# Inname van Wesel
De inname van Wesel of verrassing van Wesel was de zeer snelle inname van de stad Wesel door het Staatse leger op 19 augustus 1629 tijdens de Tachtigjarige Oorlog. De inname gebeurde tijdens het grootse Beleg van 's-Hertogenbosch en droeg uiteindelijk bij aan de overwinning op het Leger van Vlaanderen in 's-Hertogenbosch. Om de belegeraars weg te leiden van dat beleg was het Spaanse leger met hulp van keizerlijke troepen de Republiek in het hart binnengevallen, de Inval van de Veluwe. Daarbij was het leger afhankelijk van voedselleveringen vanuit Wezel. Toen onverwachts Wezel was ingenomen moest het Spaans-keizerlijke leger de Veluwe ontruimen en viel niet veel later 's-Hertogenbosch in Staatse handen.

## Voorgeschiedenis
De inname van Wesel is een gebeurtenis die zich afspeelde tijdens de Tachtigjarige Oorlog, een oorlog die rond 1568 begon tussen de Republiek der Zeven Verenigde Nederlanden en Spanje. Spanje ondervond in 1629 grote financiële problemen en dat bood de mogelijkheid voor de Republiek om een grote aanval op te zetten. Frederik Hendrik van Oranje, de stadhouder en kapitein-generaal van het Staatse leger zette zijn zinnen op 's-Hertogenbosch. Op 1 mei begon de belegering van de stad. Spanje had vanwege de problemen pas eind juni een leger op de been gebracht en toen het bij 's-Hertogenbosch aankwam, zagen zij geen kans de stad te helpen. Er werd een ander plan bedacht. Niet een aanval op het Staatse leger, maar een aanval op het onbeschermde hart van de Republiek. Gehoopt werd dat hiermee zoveel paniek zou uitbreken, dat Frederik Hendrik wel genoodzaakt was het beleg op te breken om de inval te stoppen. De Duitse keizer Ferdinand II bood zijn hulp aan en leverde troepen. Het Spaans-keizerlijke leger stak eind juli de IJssel over, viel de Veluwe binnen en op 14 augustus werd Amersfoort ingenomen. De inval en inname leidde tot paniek onder een deel van de bevolking, maar het gewenste effect voor Spanje bleef uit. Frederik Hendrik bleef rond Den Bosch met zijn leger. Het Spaans-keizerlijke leger had een grote zorg en dat was de levering van voedsel. Het gebied waar zij zich bevond kon niet het grote leger voeden en daarom was het leger afhankelijk van aanvoer vanuit Wezel. De Spanjaarden hadden in Wezel een magazijn met een grote voorraad levensmiddelen en een geldschat van 'miljoenen rijksdaalders', van waaruit de Spanjaarden in Oost- en Zuid-Nederland bevoorraad werden. Er was een relatief klein garnizoen van 1200 soldaten in de stad.
Wesel, gelegen in het Hertogdom Kleef was net als het hertogdom, in het conflict tussen de Republiek en Spanje neutraal. Vanwege de strategische ligging werd de stad echter wisselend bezet door Spaanse en Staatse troepen. Vanaf 1614 was de stad in Spaanse handen.

## Aanloop
De Staatse gouverneur van Emmerik, Baron Otto van Gendt, heer van Dieden, kende een man uit Wesel, Pieter Muller genaamd, die hem berichtte dat de gouverneur van Wesel een stenen toren had afgebroken. Dit was gebeurd om ruimte te maken voor een nieuw aan te leggen bolwerk. Door deze bres was het mogelijk de stad binnen te glippen. Otto van Gendt legde het voor aan de Staatse bevelhebbers Ernst Casimir en Frederik Hendrik en die gaven goedkeuring voor het plan.

## Voorbereiding

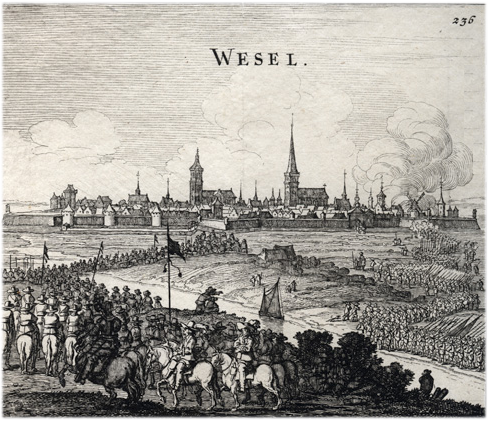
De inname van Wesel op 19 augustus 1629

Op 9 augustus werden de bevelhebbers van Nijmegen, Grave, Gennep en Ravenstein gelast soldaten naar Emmerik te zenden. Gooswijn van der Lawick en Wolf Mislich drost en bevelhebber van Bredevoort kregen opdracht met zijn 600 soldaten uit Bredevoort, Groenlo en Zutphen vanuit de Schenkenschans langs Emmerik op een half uur lopen van Wezel twee uur voor het aanbreken van de dag aanwezig te zijn. Van Gendt trok met 200 man vanaf 17 augustus naar Wezel, waar de troepen uit Nijmegen, Grave, reeds aanwezig waren. De verzamelde troep bestond nu uit 500 man en 80 ruiters. De bevelhebbers van deze troepen waren de kapiteins Marquette, Huygens, Diest en Lawick. Van de ruiters de kolonel van Quadt, en ritmeesters IJsselstein, Morlot, Coringners, Starkenburg, Ketsky, Lindenaar en Jan van Nassau. Van Gendt wilde geen argwaan wekken, en liet het gerucht verspreiden dat zij het op een Spaans konvooi hadden gemunt. Zelfs aan de soldaten werd niet verteld wat het echte doel was. De Spaansgezinde graaf Hendrik van den Bergh was op de hoogte van deze troepenbewegingen maar besteedde er vanwege die geruchten weinig aandacht aan.
Op 18 augustus trokken zij vanuit de Schenkenschans langs Emmerik en Rees naar Wezel. Bij Rees sloten 120 soldaten uit deze stad zich nog bij de groep aan. Te Wezel werden zij versterkt door de compagnieën van Gennep en Ravenstein zodat de groep nu uit ongeveer 1000 man bestond. Bij Wezel verdwaalde Van Gendt enkele malen en kon er geen ontmoeting plaatsvinden met Wolf Mislisch en zijn 600 soldaten uit Bredevoort, Groenlo en Zutphen. Van Gendt moest vervolgens de soldaten moed inspreken, die de hele operatie het liefst afgeblazen zagen, en beloofde hun een rijke beloning en buit. In de vroege morgen van 19 augustus trokken zij naar Wezel.

## De aanval

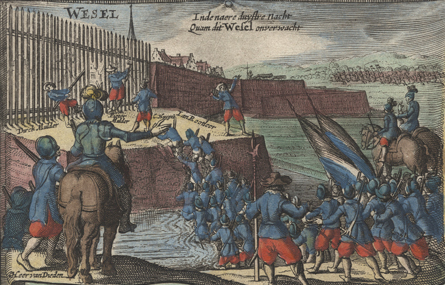
De inname van Wesel op 19 augustus 1629

Dertig soldaten onder begeleiding van twee burgers Jan Roodleer en Pieter Muller liepen voorop, gevolgd door tachtig soldaten. De eerste twee groepen onder leiding van luitenant Tendel en kapitein Huygens wisten via een doorwaadbare plaats in de gracht op het bastion te komen en wisten meteen de wal en gracht te overmeesteren. Het bastion dat oostelijk van de stad lag was tussen twee hoornwerken gelegen en men was net begonnen om hiervan bastions te maken, de oude stadsmuur en torens waren daarvoor afgebroken en de ontstane opening door een palissade afgesloten. De matrozen trokken de palissaden om met touwen, en de soldaten drongen het bastion binnen. Hier troffen zij felle weerstand van de Spaanse bezetters, en werden tot tweemaal toe teruggeslagen. De rest van de groep viel daarop onder leiding van Kapitein Huigens fel aan en de groep onder de Drost van Bredevoort wist door de gebaande weg de Bruinsche poort te bezetten en te openen zodat de cavalerie binnen kon komen. De poort werd geopend met behulp van een staatsgezinde smidsknecht. Fransisco Lozano, de bevelhebber van Wezel verdedigde zich nog bij de Steenpoort maar werd gevangengenomen, waardoor de stad overmeesterd was. Wolf Mislich, die nog steeds buiten de stad op Van Gendt wachtte, hoorde het schieten in de stad en ging onmiddellijk in de aanval, en nam twee schansen in die de Spanjaarden aan de Lippe hadden opgeworpen. De kleinste aan de Lippe had halve bastions, de grootste aan de Rijn hele bastions, en was door natte grachten omgeven. De schansen werden zonder noemenswaardige tegenstand overmeesterd. Een Spaans schip dat in de Rijn lag werd door Wolf Mislich tot zinken gebracht, waardoor een schipbrug de rivier af dreef. De operatie was succesvol verlopen en de inname van Wezel was hiermee een feit.

## Nasleep

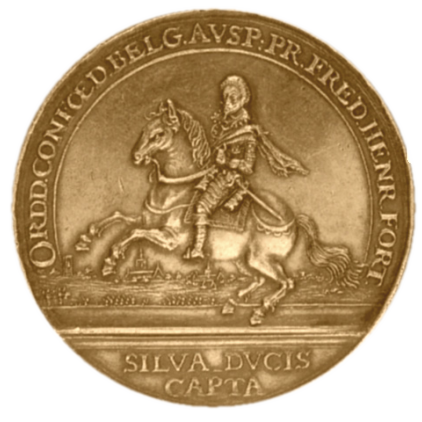
De inname van Wesel herdenkingsmunt (voorkant)

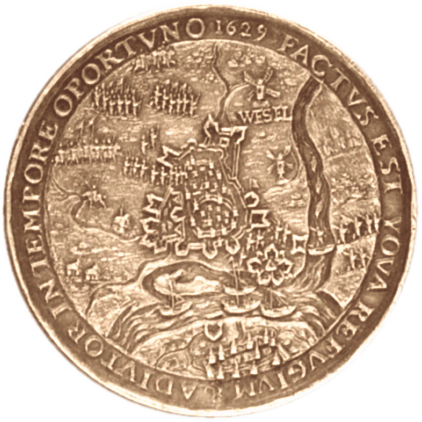
De inname van Wesel herdenkingsmunt (achterkant)

De overwinning was een welkome en onverwachte opsteker voor de Nederlanden, zowel financieel als strategisch. De hele bezetting van Wezel, bestaande uit 1.200 soldaten, werd krijgsgevangen gemaakt. Onder de bezetting waren drie officieren en 108 soldaten aan doden gevallen, onder de Staatsen 1 officier en 8 soldaten. Binnen de vesting werden 32 kanonnen buitgemaakt, een grote voorraad proviand, en een aanzienlijke buit in de vorm van zilver en bagage. Deze waren achtergelaten door vluchtende officieren die naar de Graaf van den Bergh waren getrokken.
De stad werd na de inname geplunderd.
De verrassing van Wezel had een belangrijk gevolg voor het Beleg van 's-Hertogenbosch omdat de koningsgezinde graaf Hendrik van den Bergh het Kwartier van Veluwe moest verlaten tijdens de Inval van de Veluwe (1629). De aanhangers van de koning in deze streek, waaronder in 's-Hertogenbosch, verloren hierdoor het logistieke centrum van hun bevoorrading. Van den Bergh liet Ernesto Montecuccoli, die op 14 augustus Amersfoort nog had ingenomen, terugkomen van de Veluwe. Amersfoort en het Huis Ter Eem werden verlaten, alle Spaanse troepen trokken zich terug over de IJssel waar Van den Bergh de schansen bezet hield, en vervolgens zelf in Rijnberk ging legeren. Een maand later capituleerde 's-Hertogenbosch.
De aanvoerders van het leger tijdens de bliksemactie worden door de Staten-Generaal rijkelijk beloond: de spion Pieter Muller, Dirk Muller en Jan Rolaer krijgen elk 1000 gulden toegekend en een herdenkingsmedaille ter waarde van honderd gulden. Bovendien ontvangen zij de rest van hun leven jaarlijks de som van 600 gulden, en een hoge aanbeveling als zij ooit bereid zouden zijn het leger in te gaan.